# Conferenza di Salisburgo

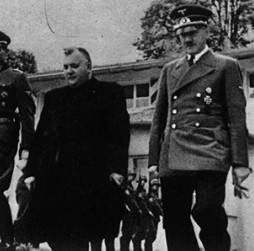
Jozef Tiso e Adolf Hitler alla Conferenza di Salisburgo

La Conferenza di Salisburgo (in tedesco: Salzburger Diktat) fu una conferenza tra la Germania nazista e la Repubblica Slovacca, tenutasi il 28 luglio 1940 a Salisburgo, all'epoca nel Reichsgau Ostmark (l'attuale Austria).
I tedeschi chiesero l'espulsione della fazione Nástup del Partito popolare slovacco dal governo slovacco a causa della sua politica estera indipendentista, minacciando di revocare unilateralmente le garanzie di protezione che la Slovacchia aveva ottenuto nel trattato tedesco-slovacco del 1939.
Il risultato fu la capitolazione slovacca alle richieste tedesche e la sostituzione dei sostenitori di Nástup con membri della fazione radicale filo-tedesca. Alla fine, lo Stato slovacco divenne più fortemente orientato verso la Germania, soprattutto nelle posizioni antiebraiche: gli aspetti dell'amministrazione dello Stato, come la mancanza di qualificati sostenitori del Partito popolare slovacco in posizioni di alto livello e l'adozione del Führerprinzip con il politico conservatore Jozef Tiso come leader supremo, limitarono l'impatto dell'ultimatum tedesco.

## Contesto storico

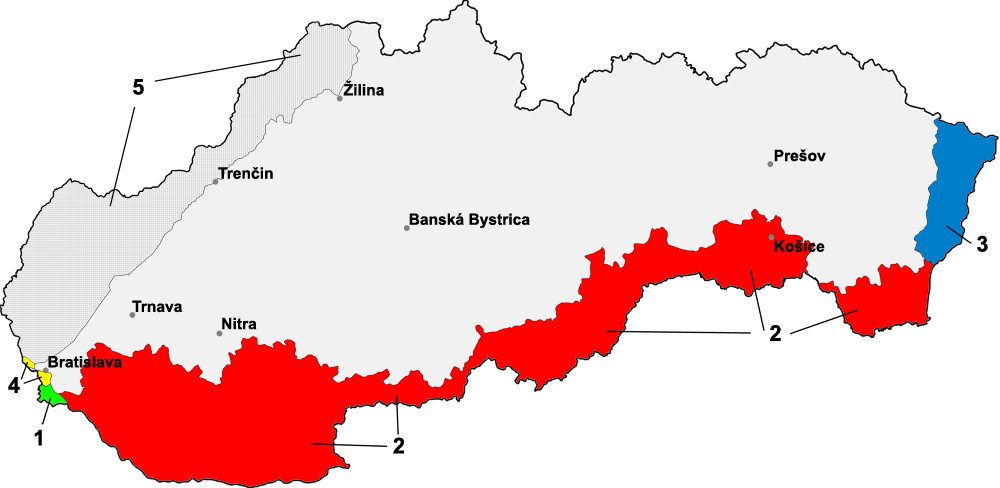
Perdite territoriali slovacche concesse all'Ungheria nel 1938 e nel 1939

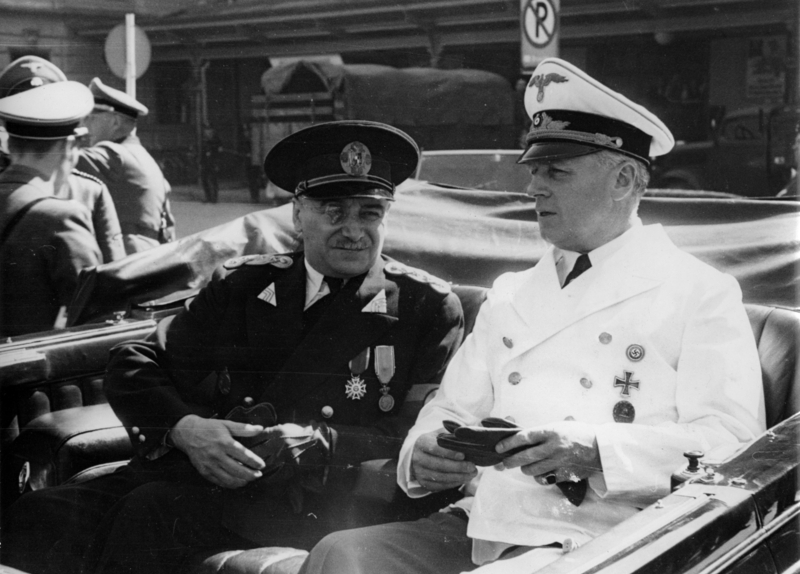
Joachim von Ribbentrop incontra a Salisburgo il Primo Ministro della Romania, Ion Gigurtu, il 27 luglio 1940

La Germania nazista e l'Italia fascista assegnarono gran parte della Slovacchia meridionale (allora parte della Cecoslovacchia) all'Ungheria con il Primo arbitrato di Vienna nel novembre 1938. Il 14 marzo 1939, lo Stato slovacco proclamò la sua indipendenza sotto la protezione tedesca, con la Germania che invase e acquisì la regione ceca il giorno successivo. In un trattato firmato il 23 marzo, la Slovacchia rinunciò a gran parte della sua autonomia militare e della politica estera in cambio di garanzie sul confine e sull'assistenza economica dalla Germania.
Lo Stato slovacco fu uno stato a partito unico dominato dal Partito popolare slovacco, che aveva due fazioni principali, radicale e conservatore-clericale. Il ramo radicale fu guidato da Vojtech Tuka e Alexander Mach, comandante della guardia paramilitare Hlinka, e fu sostenuto dalla Germania per aver accettato il dominio tedesco. Il ramo clericale fu guidato dal presidente Jozef Tiso e fu più popolare tra il clero cattolico e la popolazione.
Queste fazioni si impegnarono in una lotta per il potere, combattendo per avere il sostegno tedesco. Una terza fazione fu composta da un gruppo di intellettuali incentrati sulla rivista Nástup, che era radicale nel suo autoritarismo, ma si opponeva all'imitazione della Germania e insisteva su una politica estera indipendente; il ministro degli esteri Ferdinand Ďurčanský apparteneva a questo gruppo. La Germania chiese l'espulsione del gruppo Nástup dalle posizioni di influenza, in quanto poteva collaborare con la fazione di Tiso che tendeva al pragmatismo nella sua politica estera.
Il vertice si è svolto poco dopo la caduta della Francia e mentre sembrarono più probabili la sconfitta del Regno Unito e la vittoria della Germania nazista. I successi militari della Germania rafforzarono la sua posizione negoziale contro il suo alleato. La Germania cercò di sfruttare le condizioni favorevoli per approfondire la sua sfera di influenza nella regione del Danubio e costringere i suoi alleati della regione a mantenere un rapporto più stretto. Poco prima del vertice, Hitler incontrò i funzionari ungheresi il 10 luglio e i funzionari rumeni e bulgari nelle due notti immediatamente precedenti l'incontro di Salisburgo.

## Richieste
A metà luglio 1940, il dittatore tedesco Adolf Hitler invitò Tiso, Tuka e Mach a un vertice tenutosi a Salisburgo. Il Sicherheitsdienst voleva che Ďurčanský fosse invitato, in modo che potesse contrastare qualsiasi tentativo di quest'ultimo di sfuggire alla perdita del potere.
Il 28 luglio, Tiso incontrò per la prima volta in privato il ministro degli esteri tedesco Joachim von Ribbentrop, che ha informato gli slovacchi che la Germania considerava la Slovacchia all'interno del suo Lebensraum, e quindi ha giustificato l'interferenza negli affari interni della Slovacchia. Chiese a Tiso di rinunciare al suo obiettivo di uno stato clericale cattolico e di licenziare Ďurčanský, a causa del "registro dei peccati" di quest'ultimo: aveva tentato di mantenere la comunicazione con le potenze occidentali e di mantenere relazioni amichevoli con l'Unione Sovietica.
In un altro incontro, Adolf Hitler fece capire che il mancato rispetto avrebbe lasciato lo Stato slovacco alla mercé dell'Ungheria, revocando le garanzie di protezione che la Slovacchia aveva ottenuto nel trattato tedesco-slovacco del 1939. Tiso disse a Hitler che la Slovacchia non aveva "propensioni verso la Russia nel quadro di una politica pan-slava. […] I volantini [a sostegno] di tali [azioni] erano macchinazioni di ebrei, magiari e cechi progettati per oscurare la Slovacchia agli occhi della Germania".
Gli slovacchi hanno chiesto una revisione del Primo arbitrato di Vienna. In particolare, volevano che sei ex distretti fossero restituiti alla Slovacchia: Vráble - Šurany, Lučenec, Jelšava, Košice, nord Sátoraljaújhely e il distretto di Sobrance. Secondo il ministero degli Esteri slovacco, queste aree contenevano 209.000 slovacchi e 100.000 ungheresi. Durante l'incontro con Hitler, Ribbentrop intervenne dicendo che una revisione era "fuori questione".
Secondo lo storico israeliano Yeshayahu Jelinek, "ci mancano molti dettagli sull'incontro, in particolare sulle istruzioni, se del caso, date a Tuka e Mach".

## Risultato

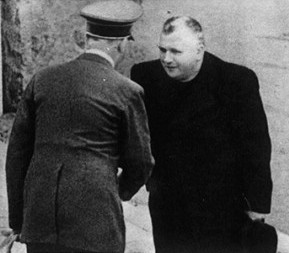
Tiso e Hitler si stringono la mano alla conferenza

Gli slovacchi accettarono l'ultimatum tedesco e accettarono di sostituire degli influenti nástupisti con dei radicali filo-tedeschi affidabili. Ďurčanský fu sostituito come ministro degli interni da Mach, mentre Tuka è diventato ministro degli esteri. Jozef M. Kirschbaum, un altro nástupista, fu destituito dalla carica di segretario generale del Partito popolare slovacco, mentre Konštantín Čulen, capo del Ministero della Propaganda, fu sostituito dal radicale Karol Murgaš. Tuttavia, i tedeschi riconobbero che i candidati radicali non erano competenti quanto gli uomini che avevano sostituito, e quindi erano attenti a non spingersi troppo oltre nel chiedere loro incarichi influenti. Ďurčanský in seguito affermò che il suo licenziamento provava che era antinazista e in realtà un "amico" degli ebrei.
La conferenza segnò un successo per la fazione radicale del partito e una sconfitta per la fazione clericale di Tiso. Tiso considerò il vertice "la peggiore scatola per le orecchie che abbia mai ricevuto" e presentò le sue dimissioni. Nessuno dei leader slovacchi (tranne Mach) fu soddisfatto del risultato; Tuka aveva sperato di diventare presidente o ministro della difesa ed era mal attrezzato per far fronte alle richieste dei nuovi uffici che aveva ottenuto.
Dopo la conferenza, il nuovo governo "si è orientato in modo definitivo ed esclusivo verso la Germania", secondo Jan Rychlík. La conferenza ha anche portato a un'intensificazione della politica antiebraica dello Stato slovacco, che ora è stata modellata su quella della Germania. In reazione ai colloqui di Salisburgo, il Partito popolare slovacco abbracciò il Führerprinzip ("principio del Führer"), mettendo Tiso in una posizione di completa autorità e aggirando i cambiamenti politici imposti dalla Germania.
Un altro limite all'effetto del diktat tedesco furono i pochi sostenitori del Partito popolare slovacco qualificati per le alte cariche, in parte a causa della dipendenza dello stato cecoslovacco dai burocrati cechi. Pertanto, il governo fece molto affidamento sugli slovacchi che non sostennero il partito (quattro quinti dei funzionari degli affari esteri che avevano riferito direttamente a Ďurčanský avevano ricoperto posizioni simili nel governo cecoslovacco e quasi certamente non erano sostenitori del Partito popolare slovacco). I funzionari di spicco come Karol Klinovský, capo del Presidium del ministero degli Esteri slovacco dal 1939, rimasero indisturbati in carica per la mancanza di un sostituto qualificato.

### Consiglieri

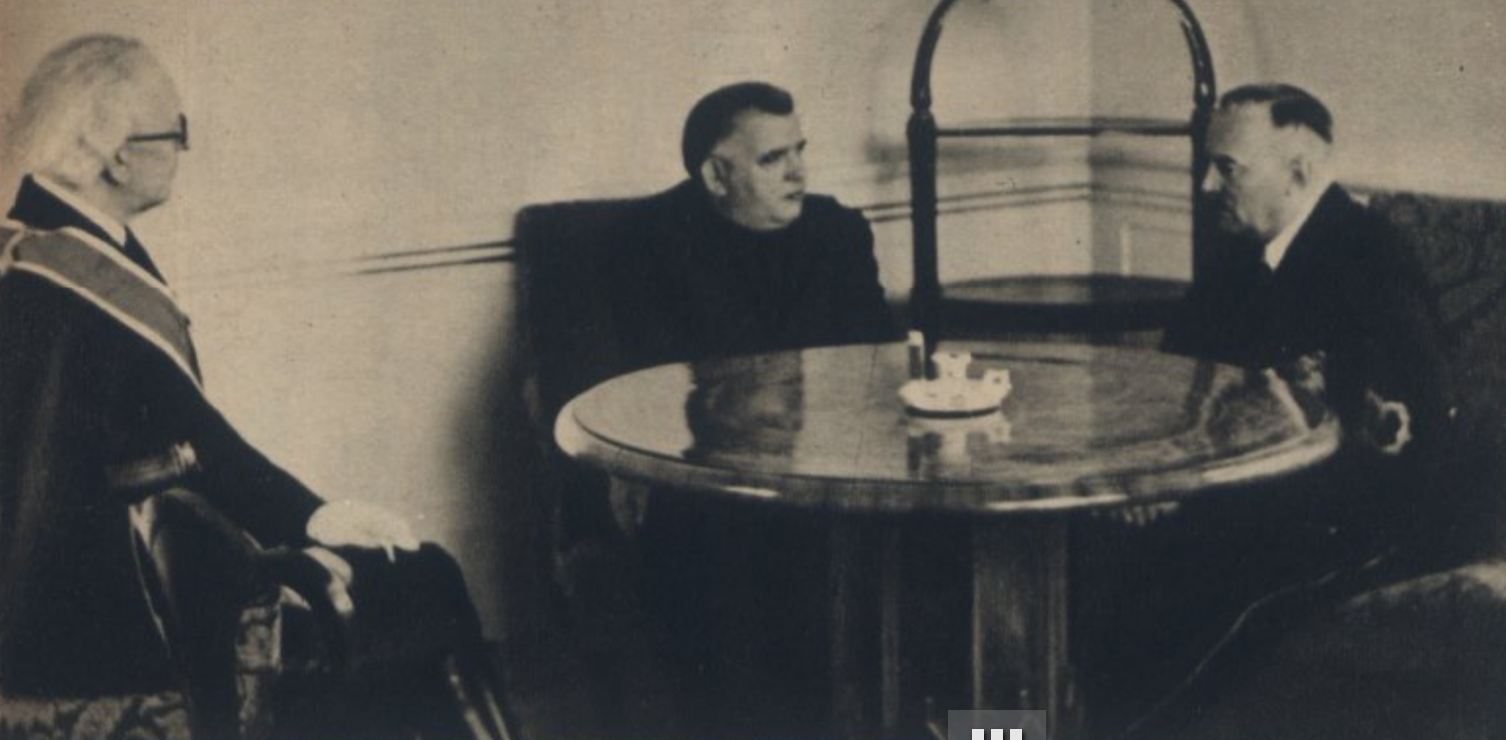
Manfred von Killinger incontra Jozef Tiso (al centro) e Vojtech Tuka (a sinistra), agosto 1940

Un altro risultato dei colloqui di Salisburgo fu la nomina di vari consiglieri tedeschi in Slovacchia, sebbene questi consiglieri non fossero completamente nuovi, né fossero unici in Slovacchia. Il precedente inviato tedesco Hans Bernard fu sostituito da Manfred von Killinger, un ufficiale della Sturmabteilung che descrisse il suo scopo come quello di rendere la Slovacchia "economicamente a [nostra] disposizione". Killinger fu accompagnato anche da uno staff di esperti economici tedeschi.
Gli altri consiglieri nominati nei mesi successivi a Salisburgo furono:
- SS-Obersturmbannführer Ludwig Hahn (polizia)
- Maggiore Kurt Güdler della Schutzpolizei (polizia)
- SS-Sturmbannführer Viktor Nageler (Guardia Hlinka)
- SS-Obersturmbannführer Albert Smagon (questioni sociali)
- SS-Hauptsturmführer Dieter Wisliceny ("questione ebraica")
- Hans Pehm (Partito popolare slovacco)
- Franz Wechselberger (silvicoltura)
- Anton Endrös (propaganda)
- SS-Obersturmführer Rudolf Dienst (polizia)
- Hans Hamscha (agricoltura)
- Capitano di polizia Holst (polizia)
- Maggiore della polizia Müller (polizia)

Compreso il personale, alla fine fecero parte di questo corpo consultivo circa settanta o ottanta persone.